# Majosháza
Majosháza es un pueblo húngaro perteneciente al distrito de Szigetszentmiklós, condado de Pest.

## Superficie
Cuenta con una superficie de 11,42 km².

## Demografía
Hasta 2024 la población era de 1706 habitantes, con una densidad de población de 149,38 hab/km².
| Gráfica de evolución demográfica de Majosháza entre 2020 y 2024 |
|                                                                 |
| Datos según la Oficina Central de Estadística de Hungría.       |